# قائمة المعمرين اليابانيين
المعمرون اليابانيون هم المواطنون أو المقيمون أو المهاجرون من اليابان اللذين تجاوزت أعمارهم 110 سنوات. حتى يناير 2015 أقرَّت مجموعة أبحاث علم الشيخوخة (بالإنجليزية: Gerontology Research Group - GRG) بصحة الادعاءات المتعلقة بطول عمر 263 معمراً يابانياً معظمهم من النساء.

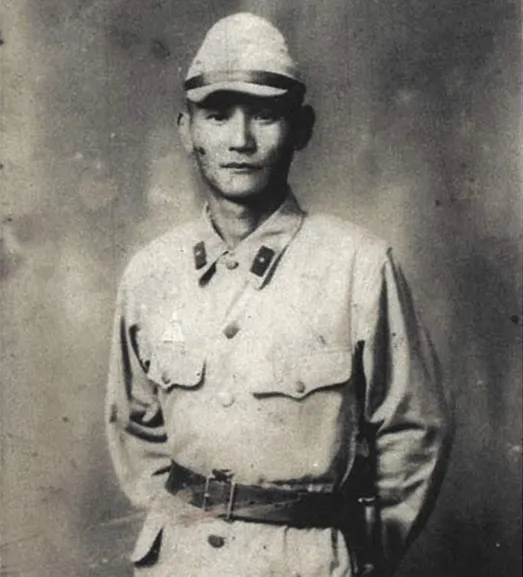
تشيتيتسو واتانابي (1907-2020)، توفي عن عمر يناهز 112 عامًا و355 يومًا؛ تم التقاط الصورة في تايوان أثناء خدمته العسكرية في عام 1944.

اعتبارًا من 17 يناير 2025، تُعد أوكاغي هاياشي (من مواليد 2 سبتمبر 1909 في غيفو) أكبر معمرة يابانية على قيد الحياة عن عمر ناهز 115 عامًا و137 يومًا. أما أكبر معمرة يابانية وآسيوية تم التحقق من عمرها على الإطلاق هي كاني تاناكا (1903–2022) والتي عاشت حتى عمر ناهز 119 عامًا و107 أيام، مما يجعلها ثاني أطول شخص عاش في التاريخ تم التحقق من عمره. كما كانت اليابان موطنًا لأكبر رجل عاش في العالم وهو جيرويمون كيمورا (1897–2013)، الذي بلغ عمره عند الوفاة 116 عامًا و54 يومًا.

## أكبر 100 معمّر ياباني معروف
متوفى
```
 
 
على قيد الحياة
```

| الترتيب | الاسم            | الجنس | تاريخ الميلاد  | تاريخ الوفاة   | العمر               | محل الميلاد | محل الوفاة / الإقامة |
| ------- | ---------------- | ----- | -------------- | -------------- | ------------------- | ----------- | -------------------- |
| 01      | كاني تاناكا      | أنثى  | 1903 يناير 2   | 2022 أبريل 19  | 119 سنوات و107 أيام | فوكوكا      | فوكوكا               |
| 02      | نابي تاجيما      | أنثى  | 1900 أغسطس 4   | 2018 أبريل 21  | 117 سنوات و260 أيام | كاغوشيما    | كاغوشيما             |
| 03      | شياو ميكايو      | أنثى  | 1901 مايو 2    | 2018 يوليو 22  | 117 سنوات و81 أيام  | واكاياما    | كاناغاوا             |
| 04      | ميساو أوكاوا     | أنثى  | 1898 مارس 5    | 2015 أبريل 1   | 117 سنوات و27 أيام  | أوساكا      | أوساكا               |
| 05      | فوسا تاتسومي     | أنثى  | 1907 أبريل 25  | 2023 ديسمبر 12 | 116 سنوات و231 أيام | أوساكا      | أوساكا               |
| 06      | توميكو إيتوكا    | أنثى  | 1908 مايو 23   | 2024 ديسمبر 29 | 116 سنوات و220 أيام | أوساكا      | هيوغو                |
| 07      | تاني إيكاي       | أنثى  | 1879 يناير 18  | 1995 يوليو 12  | 116 سنوات و175 أيام | آيتشي       | آيتشي                |
| 08      | جيرويمون كيمورا  | ذكر   | 1897 أبريل 19  | 2013 يونيو 12  | 116 سنوات و54 أيام  | كيوتو       | كيوتو                |
| 09      | شيجيو ناكاشي     | أنثى  | 1905 فبراير 1  | 2021 يناير 11  | 115 سنوات و345 أيام | ساغا        | ساغا                 |
| 10      | شيموي أكياما     | أنثى  | 1903 مايو 19   | 2019 يناير 29  | 115 سنوات و255 أيام | آيتشي       | آيتشي                |
| 11      | غير معروف        | أنثى  | 1900 مارس 15   | 2015 سبتمبر 27 | 115 سنوات و196 أيام | طوكيو       | طوكيو                |
| 12      | شين ماتسوشيتا    | أنثى  | 1904 مارس 30   | 2019 أغسطس 27  | 115 سنوات و150 أيام | مياغي       | مياغي                |
| 13      | أوكاغي هاياشي    | أنثى  | 2 سبتمبر 1909  | على قيد الحياة | 115 سنوات و323 أيام | غيفو        | غيفو                 |
| 14      | مينا كيتاغاوا    | أنثى  | 3 نوفمبر 1905  | 19 ديسمبر 2020 | 115 سنوات و46 أيام  | شيغا        | شيغا                 |
| 15      | يوشي أوتسوناري   | أنثى  | 17 ديسمبر 1906 | 26 يناير 2022  | 115 سنوات و40 أيام  | فوكوكا      | فوكوكا               |
| 16      | كوتو أوكوبو      | أنثى  | 24 ديسمبر 1897 | 12 يناير 2013  | 115 سنوات و19 أيام  | طوكيو       | كاناغوا              |
| 17      | تشيونو هاسيغاوا  | أنثى  | 20 نوفمبر 1896 | 2 ديسمبر 2011  | 115 سنوات و12 أيام  | ساغا        | ساغا                 |
| 18      | غير معروف        | أنثى  | 29 أبريل 1907  | 30 أبريل 2022  | 115 سنوات و1 يوم    | هيوغو       | هيوغو                |
| 19      | كاما تشينين      | أنثى  | 10 مايو 1895   | 2 مايو 2010    | 114 سنوات و357 أيام | أوكيناوا    | أوكيناوا             |
| 20      | كاهورو فورويا    | أنثى  | 18 فبراير 1908 | 25 ديسمبر 2022 | 114 سنوات و310 أيام | شيزوكا      | شيزوكا               |
| 21      | كيوكو إيشيغورو   | أنثى  | 4 مارس 1901    | 5 ديسمبر 2015  | 114 سنوات و276 أيام | طوكيو       | كاناغوا              |
| 22      | يوكي هينو        | أنثى  | 17 أبريل 1902  | 13 يناير 2017  | 114 سنوات و271 أيام | نيغاتا      | نيغاتا               |
| 23      | هيد أوهيرا       | أنثى  | 15 سبتمبر 1880 | 9 مايو 1995    | 114 سنوات و236 أيام | واكاياما    | واكاياما             |
| 24      | ماسا ماتسوموتو   | أنثى  | 29 نوفمبر 1909 | 9 يوليو 2024   | 114 سنوات و223 أيام | شيغا        | كاناغوا              |
| 25      | يوني ميناغاوا    | أنثى  | 4 يناير 1893   | 13 أغسطس 2007  | 114 سنوات و221 أيام | فوكوكا      | فوكوكا               |
| 26      | يورا كوياما      | أنثى  | 30 أغسطس 1890  | 5 أبريل 2005   | 114 سنوات و218 أيام | أوكيناوا    | فوكوكا               |
| 27      | يوشي بابا        | أنثى  | 3 يونيو 1907   | 4 يناير 2022   | 114 سنوات و215 أيام | ياماناشي    | ياماناشي             |
| 28      | إيسو ناكامورا    | أنثى  | 23 أبريل 1903  | 23 نوفمبر 2017 | 114 سنوات و214 أيام | إيشيكاوا    | إيشيكاوا             |
| 29      | هونورو ياماشيتا  | أنثى  | 19 فبراير 1905 | 4 سبتمبر 2019  | 114 سنوات و197 أيام | فوكوكا      | فوكوكا               |
| 30      | ميتسو تويودا     | أنثى  | 15 فبراير 1902 | 25 أغسطس 2016  | 114 سنوات و192 أيام | أويتا       | أويتا                |
| 31      | تاسي ماتسوناغا   | أنثى  | 11 مايو 1884   | 18 نوفمبر 1998 | 114 سنوات و191 أيام | نيغاتا      | طوكيو                |
| 31      | كامي غانيكو      | أنثى  | 10 أبريل 1905  | 18 أكتوبر 2019 | 114 سنوات و191 أيام | أوكيناوا    | أوكيناوا             |
| 33      | يوكيتشي تشوغانغي | ذكر   | 23 مارس 1889   | 28 سبتمبر 2003 | 114 سنوات و189 أيام | فوكوكا      | فوكوكا               |
| 34      | كامي ناكامورا    | أنثى  | 8 مارس 1898    | 12 سبتمبر 2012 | 114 سنوات و188 أيام | أوكيناوا    | أوكيناوا             |
| 35      | ميتويو كاواتي    | أنثى  | 15 مايو 1889   | 13 نوفمبر 2003 | 114 سنوات و182 أيام | هيروشيما    | هيروشيما             |
| 36      | إينا أوكازاوا    | أنثى  | 10 مارس 1910   | 9 أغسطس 2024   | 114 سنوات و152 أيام | إيباراكي    | إيباراكي             |
| 37      | توشي يوريمتسو    | أنثى  | 30 سبتمبر 1901 | 28 فبراير 2016 | 114 سنوات و151 أيام | كوتشي       | أوكيناوا             |
| 38      | يوشي ماكيشي      | أنثى  | 15 فبراير 1909 | 4 يوليو 2023   | 114 سنوات و139 أيام | أوكيناوا    | أوكيناوا             |
| 39      | ميني كوندو       | أنثى  | 1 سبتمبر 1910  | على قيد الحياة | 114 سنوات و324 أيام | آيتشي       | آيتشي                |
| 40      | كيميكو أونو      | أنثى  | 20 يونيو 1908  | 31 أكتوبر 2022 | 114 سنوات و133 أيام | واكاياما    | أوساكا               |
| 41      | تاي إتو          | أنثى  | 11 يوليو 1903  | 13 نوفمبر 2017 | 114 سنوات و125 أيام | إيواتيه     | إيواتيه              |
| 42      | هاما ياسوكاوا    | أنثى  | 19 يناير 1907  | 23 مايو 2021   | 114 سنوات و124 أيام | هيوغو       | هيوغو                |
| 43      | شيو شيرايشي      | أنثى  | 6 أغسطس 1895   | 19 نوفمبر 2009 | 114 سنوات و105 أيام | فوكوشيما    | إيباراكي             |
| 44      | هيساكو شيروريشي  | أنثى  | 19 مايو 1910   | 26 أغسطس 2024  | 114 سنوات و99 أيام  | سايتاما     | سايتاما              |
| 45      | ميشيكو يامازاكي  | أنثى  | 28 يوليو 1905  | 31 أكتوبر 2019 | 114 سنوات و95 أيام  | ناغانو      | ناغانو               |
| 46      | أسا تاكي         | أنثى  | 28 أبريل 1884  | 31 يوليو 1998  | 114 سنوات و94 أيام  | هيروشيما    | هيروشيما             |
| 47      | تاني ماتسوبارا   | أنثى  | 15 أكتوبر 1909 | 16 يناير 2024  | 114 سنوات و93 أيام  | توتشيغي     | هوكايدو              |
| 48      | واكا شيراهاما    | أنثى  | 26 مارس 1878   | 16 يونيو 1992  | 114 سنوات و82 أيام  | كاغوشيما    | ميازاكي              |
| 48      | أوسوغي سوغو      | أنثى  | 14 أغسطس 1905  | 4 نوفمبر 2019  | 114 سنوات و82 أيام  | هيروشيما    | إهيمه                |
| 50      | سوكيكو مياناغا   | أنثى  | 7 أبريل 1884   | 20 يونيو 1998  | 114 سنوات و74 أيام  | كاغوشيما    | كاغوشيما             |
| 51      | ياسو أوكاي       | أنثى  | 25 نوفمبر 1908 | 6 فبراير 2023  | 114 سنوات و73 أيام  | أوساكا      | أوساكا               |
| 52      | شيغي هيروكا      | أنثى  | 16 يناير 1897  | 29 مارس 2011   | 114 سنوات و72 أيام  | أوساكا      | أوساكا               |
| 53      | هيد هامابي       | أنثى  | 3 ديسمبر 1908  | 10 يناير 2023  | 114 سنوات و38 أيام  | ميازاكي     | ميازاكي              |
| 53      | سيكي يوشيدا      | أنثى  | 4 يناير 1910   | 11 فبراير 2024 | 114 سنوات و38 أيام  | إيباراكي    | إيباراكي             |
| 55      | ماسو أوسوي       | أنثى  | 18 ديسمبر 1910 | على قيد الحياة | 114 سنوات و216 أيام | شيزوكا      | شيزوكا               |
| 56      | توموي ايواتا     | أنثى  | 25 مارس 1904   | 13 أبريل 2018  | 114 سنوات و19 أيام  | إيواتيه     | إيواتيه              |
| 57      | تاني يونيكورا    | أنثى  | 2 مايو 1904    | 19 مايو 2018   | 114 سنوات و17 أيام  | كاغوشيما    | كاغوشيما             |
| 58      | كورا بينغو       | أنثى  | 20 أكتوبر 1905 | 31 أكتوبر 2019 | 114 سنوات و11 أيام  | نارا        | نارا                 |
| 59      | يوشيو بيشو       | أنثى  | 1 أبريل 1904   | 8 أبريل 2018   | 114 سنوات و7 أيام   | أوكاياما    | أوكاياما             |
| 60      | فوجيكو ميهارا    | أنثى  | 13 ديسمبر 1910 | 18 ديسمبر 2024 | 114 سنوات و5 أيام   | إهيمه       | إهيمه                |
| 61      | مييوكو هيروياسو  | أنثى  | 23 يناير 1911  | على قيد الحياة | 114 سنوات و180 أيام | أويتا       | أويتا                |
| 62      | كيو كوماتسو      | أنثى  | 27 يناير 1911  | على قيد الحياة | 114 سنوات و176 أيام | إشيكاوا     | سايتاما              |
| 63      | كيكو تايرا       | أنثى  | 26 أبريل 1910  | 18 أبريل 2024  | 113 سنوات و358 أيام | أوكيناوا    | أوكيناوا             |
| 64      | هاتسوي أونو      | أنثى  | 31 أكتوبر 1898 | 17 أكتوبر 2012 | 113 سنوات و352 أيام | إيواتي      | هوكايدو              |
| 65      | ياسو أكينو       | أنثى  | 1 مارس 1885    | 12 فبراير 1999 | 113 سنوات و348 أيام | شيزوكا      | شيزوكا               |
| 66      | ناهي يوماني      | أنثى  | 9 مارس 1908    | 7 فبراير 2022  | 113 سنوات و335 أيام | أوكيناوا    | أوكيناوا             |
| 67      | شينوبو هايشي     | أنثى  | 15 مارس 1909   | 25 يناير 2023  | 113 سنوات و316 أيام | كوماموتو    | كوماموتو             |
| 68      | نوبو كونو        | أنثى  | 28 مارس 1911   | على قيد الحياة | 114 سنوات و116 أيام | إيباركي     | كانغاوا              |
| 69      | سايو تاميناتو    | أنثى  | 15 أكتوبر 1906 | 7 أغسطس 2020   | 113 سنوات و297 أيام | أوكيناوا    | أوكيناوا             |
| 69      | فومي هوشينو      | أنثى  | 30 أكتوبر 1908 | 23 أغسطس 2022  | 113 سنوات و297 أيام | طوكيو       | طوكيو                |
| 71      | كيمي أسانوما     | أنثى  | 3 نوفمبر 1905  | 22 أغسطس 2019  | 113 سنوات و292 أيام | طوكيو       | طوكيو                |
| 72      | تسونيو تويوناجا  | أنثى  | 21 مايو 1894   | 22 فبراير 2008 | 113 سنوات و277 أيام | كوشي        | كوشي                 |
| 73      | توموجي تانابي    | ذكر   | 18 سبتمبر 1895 | 19 يونيو 2009  | 113 سنوات و274 أيام | ميازاكي     | ميازاكي              |
| 74      | ميكا ناغازاكي    | أنثى  | 18 سبتمبر 1899 | 17 يونيو 2013  | 113 سنوات و272 أيام | كوماموتو    | هيروشيما             |
| 75      | هيسا أونو        | أنثى  | 8 ديسمبر 1905  | 4 سبتمبر 2019  | 113 سنوات و270 أيام | ساغا        | ساغا                 |
| 76      | شيزوي ناجاتا     | أنثى  | 25 يوليو 1903  | 12 أبريل 2017  | 113 سنوات و261 أيام | كوماموتو    | كوماموتو             |
| 76      | تيرو أوشيرو      | أنثى  | 10 مايو 1904   | 26 يناير 2018  | 113 سنوات و261 أيام | أوكيناوا    | أوكيناوا             |
| 76      | كيمي كاوازاكي    | أنثى  | 24 مارس 1909   | 10 ديسمبر 2022 | 113 سنوات و261 أيام | شيبا        | كانغاوا              |
| 79      | هاتسونو غوتو     | أنثى  | 1 سبتمبر 1903  | 15 مايو 2017   | 113 سنوات و256 أيام | نيغاتا      | طوكيو                |
| 80      | تسوروي أمو       | أنثى  | 1 مارس 1904    | 6 نوفمبر 2017  | 113 سنوات و250 أيام | توكوشيما    | توكوشيما             |
| 81      | كاتسوكو تاجو     | أنثى  | 28 مارس 1910   | 1 ديسمبر 2023  | 113 سنوات و248 أيام | ناغانو      | طوكيو                |
| 82      | كاتسو كوريموتو   | أنثى  | 20 مارس 1907   | 22 نوفمبر 2020 | 113 سنوات و247 أيام | توكوشيما    | نارا                 |
| 83      | شيجيكو كاجاوا    | أنثى  | 28 مايو 1911   | على قيد الحياة | 114 سنوات و55 أيام  | نارا        | نارا                 |
| 84      | هيسا أراي        | أنثى  | 10 سبتمبر 1904 | 4 مايو 2018    | 113 سنوات و236 أيام | غيفو        | غيفو                 |
| 85      | شيجي مينيشيبا    | أنثى  | 18 مايو 1909   | 6 يناير 2023   | 113 سنوات و233 أيام | أيشي        | كندا                 |
| 86      | شيتسو ناكانو     | أنثى  | 1 يناير 1894   | 19 أغسطس 2007  | 113 سنوات و230 أيام | فوكوكا      | فوكوكا               |
| 86      | كيم كانيجو       | أنثى  | 7 نوفمبر 1905  | 25 يونيو 2019  | 113 سنوات و230 أيام | فوكوشيما    | شيغا                 |
| 88      | تاكا تسوجي       | أنثى  | 6 أغسطس 1906   | 4 مارس 2020    | 113 سنوات و211 أيام | ساغا        | ساغا                 |
| 89      | شينا سيكي        | أنثى  | 1 أكتوبر 1909  | 25 أبريل 2023  | 113 سنوات و206 أيام | إيباراكي    | إيباراكي             |
| 90      | تسوكيمي كيشي     | أنثى  | 31 أغسطس 1905  | 19 مارس 2019   | 113 سنوات و200 أيام | توشيغي      | توشيغي               |
| 91      | ميتسونو ساتو     | أنثى  | 9 أبريل 1909   | 6 أكتوبر 2022  | 113 سنوات و180 أيام | أكيتا       | أكيتا                |
| 92      | ماسازو نوناكا    | ذكر   | 25 يوليو 1905  | 20 يناير 2019  | 113 سنوات و179 أيام | هوكايدو     | هوكايدو              |
| 93      | كيكو أوسامي      | أنثى  | 1 سبتمبر 1904  | 26 فبراير 2018 | 113 سنوات و178 أيام | نيغاتا      | نيغاتا               |
| 94      | تامي ياماجوشي    | أنثى  | 20 مارس 1907   | 6 سبتمبر 2020  | 113 سنوات و170 أيام | كاغوشيما    | ميازاكي              |
| 95      | ماسا إيسيري      | أنثى  | 19 سبتمبر 1902 | 5 مارس 2016    | 113 سنوات و168 أيام | كوماموتو    | كوماموتو             |
| 96      | ميسيرو وفوروكاوا | أنثى  | 8 مايو 1901    | 11 أكتوبر 2014 | 113 سنوات و156 أيام | توكوشيما    | توكوشيما             |
| 97      | كاتسوي هيرايشي   | أنثى  | 9 يونيو 1904   | 6 نوفمبر 2017  | 113 سنوات و150 أيام | توكوشيما    | توكوشيما             |
| 98      | يوشينو تاناكا    | أنثى  | 3 مارس 1900    | 30 يوليو 2013  | 113 سنوات و149 أيام | أوكيناوا    | ناغازاكي             |
| 99      | تيرو أشيدا       | أنثى  | 20 سبتمبر 1899 | 15 فبراير 2013 | 113 سنوات و148 أيام | هيوغو       | هيوغو                |
| 100     | كيسا يامادا      | أنثى  | 30 مارس 1907   | 15 أغسطس 2020  | 113 سنوات و138 أيام | غونما       | غونما                |

## السير الذاتية

### تاني إيكاي
تاني إيكاي (باليابانية: 猪飼たね، إيكاي تاني؛ 18 يناير 1879 – 12 يوليو 1995) كانت، في وقت وفاتها، أكبر شخص في اليابان بعد وفاة واكا شيراهاما البالغة من العمر 114 عامًا في عام 1992، وكانت أيضًا أول شخص في اليابان يصل إلى عمري 115 و116 عامًا، وآخر شخص ياباني وُلد في السبعينات من القرن التاسع عشر.
وُلدت تاني إيكاي في محافظة آيتشي في إمبراطورية اليابان في 18 يناير 1879. تزوجت في سن العشرين وأنجبت ثلاثة أبناء وابنة واحدة. انفصلت إيكاي عن زوجها في عام 1917 عندما كانت في سن الـ38.
في يومها العادي، كانت إيكاي تتناول ثلاث وجبات بسيطة من عصيدة الأرز. في عام 1968، وعندما كانت في سن الـ89، انتقلت إلى دار رعاية حيث أمضت هناك العشرين عامًا التالية. لعبت إيكاي دورًا نشطًا في الأنشطة داخل الدار واستمتعت بصناعة الفخار والخياطة حتى تعرضت لسكتتها الدماغية الأولى في عام 1978 عندما كانت في سن الـ99. في عام 1988، وعندما كانت في سن الـ109، تعرضت لإصابة أخرى بسكتة دماغية وتم نقلها إلى المستشفى، حيث ظلت طريحة الفراش لبقية حياتها. توفيت تاني إيكاي بسبب الفشل الكلوي في 12 يوليو 1995.

### دِنزو إيشيزاكي
دِنزو إيشيزاكي (باليابانية: 石崎 伝蔵، 2 أكتوبر 1886 أو 1884 – 29 أبريل 1999) كان إيشيزاكي يعمل كمدرس في المدارس الابتدائية وعضوًا في الجمعية البلدية في مسقط رأسه كانساكو الواقعة في محافظة إيباراكي. في وقت وفاته، كان إيشيزاكي أكبر رجل حي في العالم لمدة تقارب 18 أسبوعًا، كما كان الشخص التاسع الأكبر في العالم. توفي إيشيزاكي بسبب فشل متعدد في الأعضاء في 29 أبريل 1999 عن عمر يناهز 112 أو 114 عامًا و209 أيام، وكان أكبر رجل ياباني عاش على الإطلاق (حتى أكتوبر 2001، عندما تم كسر رقمه القياسي بواسطة يوكيشي تشوجانجي). ومع ذلك، ادعى إيشيزاكي أنه كان أكبر من ذلك بسنتين، مؤكداً أن تسجيل ولادته كان "متأخرًا لمدة عامين". في يوليو 2023، حددت لاونج في كويست أن إيشيزاكي وُلد قبل 18 يومًا من الموعد الذي كان يُعتقد سابقًا، استنادًا إلى سجلات عائلته.

### يوكيشي تشوجانجي
يوكيشي تشوجانجي (باليابانية: 中願寺 雄吉؛ تشوجانجي يوكيشي؛ 23 مارس 1889 – 28 سبتمبر 2003) كان تشوجانجي مربيًا لديدان القز بالإضافة إلى كونه أستاذًا في التخصص الزراعي، وموظفًا في بنك، ومسؤولًا في الرفاه المجتمعي، عاش تشوجانجي لعمر 114 عامًا و189 يومًا. في وقت وفاته كان أكبر رجل ياباني عاش على الإطلاق وأكبر شخص حي في العالم.
لم يكن تشوجانجي يحب تناول الخضروات لكنه كان يحب لحم البقر واللحم المقدد والدجاج. كان أيضًا يتناول الحلوى، ويشرب الحليب، وعصير التفاح بين الحين والآخر، وكان يشرب الكحول بشكل معتدل، وكان يعتقد أن هذه هي أسرار الحياة الطويلة. في السنوات الأخيرة من حياته، كان يعاني من ضعف في الرؤية وكان طريح الفراش. توفي بسبب أسباب طبيعية في مساء 28 سبتمبر 2003 بعد أن قدمت له ابنته البالغة من العمر 74 عامًا، التي كانت ابنته الوحيدة، كوبًا من عصير التفاح. بخلاف خمسة أطفال، كان لتشوجانجي أيضًا سبعة أحفاد واثني عشر من أبناء الأحفاد.

### ميساو أوكاوا
ميساو أوكاوا (باليابانية: 大川ミサヲ، أوكاوا ميساو؛ 5 مارس 1898 – 1 أبريل 2015) أصبحت أوكاوا أكبر شخص حي في العالم بعد وفاة جيرويومون كيمورا البالغ من العمر 116 عامًا في عام 2013، وظلت كذلك حتى وفاتها في عام 2015.
وُلدت ميساو أوكاوا في 5 مارس 1898 في تينما-كو (التي تُسمى الآن كيتا-كو) في محافظة أوساكا في إمبراطورية اليابان، لعائلة صانعة للكينو. قبل زواجها، كانت تساعد في عمل عائلتها في صناعة الملابس. في عام 1919، تزوجت من زوجها يوكيو الذي كان يدير عمله الخاص في مدينة كوبي. أنجبا ثلاثة أطفال وهم ابنتان وابن. اعتبارًا من فبراير 2013، كانت ابنتها شيزوي وابنها هيروشي على قيد الحياة، بينما كانت ابنتها الأخرى قد توفيت قبلها. كان زوج أوكاوا رجلًا عصريًا، وكان يحب شرب فنجان من القهوة وتناول الخبز يوم الأحد، وهو أمر نادر في عشرينيات القرن الماضي. توفي يوكيو أوكاوا بعد اثني عشر عامًا فقط من زواجهما في 20 يونيو 1931 عن عمر يناهز 36 عامًا بسبب مرض قلبي. بعد وفاة زوجها، انتقلت أوكاوا للعيش في أوساكا مع أطفالها الثلاثة. لم تتزوج مرة أخرى. بعد أن أنشأت كوسكي جديد في عام 1951، تزوجت ابنتها الصغرى، تلتها ابنتها الكبرى في عام 1953، وابنها في عام 1956. من هناك، عاشت أوكاوا مع ابنها وزوجته. في عام 2000، كسرت ساقها عن عمر يناهز 102 عامًا، وقالت إنها كانت تقوم بتمارين القرفصاء. كانت قادرة على المشي حتى بلغت 110 سنوات، بعد ذلك أصبحت بحاجة إلى كرسي متحرك لتجنب السقوط.
توفيت أوكاوا في حي هيغاشيسومييوشي في مدينة أوساكا اليابانية في 1 أبريل 2015 بسبب فشل قلبي عن عمر يناهز 117 عامًا و27 يومًا.

### نابي تاجيما
نابي تاجيما (باليابانية: 田島 ナビ، تاجيما نابي؛ 4 أغسطس 1900 – 21 أبريل 2018) خلفت فيولا براون كأكبر شخص حي في العالم بعد وفاة براون في 16 سبتمبر 2017. توفيت بعد سبعة أشهر، وكانت آخر شخص تم التحقق من ولادته في القرن التاسع عشر.
وُلدت تاجيما وتوفيت في جزيرة كيكاي في سلسلة جزر أماني، التي تقع تقريبًا في منتصف الطريق بين أوكيناوا والجزر الرئيسية لليابان. توفي زوجها تومينيشي تاجيما عن عمر يناهز 93 عامًا في عام 1991. كان لديها تسعة أطفال، سبعة أولاد واثنتان من البنات، وفي سبتمبر 2017، تم الإبلاغ عن أن لديها حوالي 160 من الأحفاد، بما في ذلك أبناء الأحفاد. قالت تاجيما إن سر طول عمرها هو النوم بشكل هادئ وتناول الطعام اللذيذ. كانت موسوعة غينيس للأرقام القياسية تخطط للاعتراف بتاجيما كأكبر شخص حي في العالم، لكنها توفيت في دار رعاية في كيكاي قبل أن تتمكن من فعل ذلك.
توفيت تاجيما عن عمر يناهز 117 عامًا و260 يومًا في 21 أبريل 2018، وكانت أكبر شخص ياباني عاش على الإطلاق حتى تجاوزتها كين تانكا في 19 سبتمبر 2020.

### فوسا تاتسومي

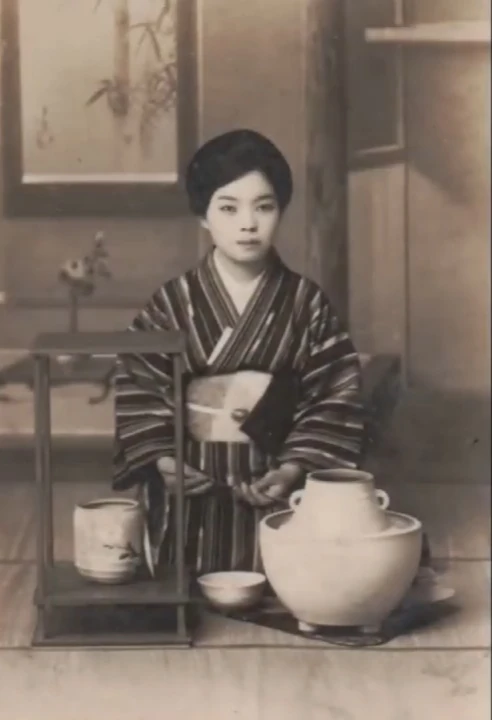
فوسا توسامي في 1920.

فوسا تاتسومي (باليابانية: 巽フサ، تاتسومي فوسا؛ 25 أبريل 1907 – 12 ديسمبر 2023) كانت تاتسومي معمرة يابانية، وأصبحت أكبر شخص حي في اليابان بعد وفاة كين تانكا في 19 أبريل 2022.
وُلدت فوسا تاتسومي في ياو في محافظة أوساكا، إمبراطورية اليابان في 25 أبريل 1907. انتقلت تاتسومي إلى دار رعاية "هاكوتو" في كاشيوا، محافظة أوساكا في عام 2013. وعندما انتقلت إلى دار الرعاية كانت تتمتع بصحة جيدة نسبيًا، وكانت قادرة على ممارسة التمارين الرياضية من كرسيها المتحرك. وعندما بلغت 110 سنوات، كانت تاتسومي لا تزال قادرة على وضع مكياجها بنفسها. في السنوات الأخيرة من حياتها، أصبحت طريحة الفراش ونادرًا ما كانت تتحدث. بعد وفاة لوسيل راندون من فرنسا في 17 يناير 2023، أصبحت تاتسومي ثاني أكبر شخص حي في العالم بعد ماريا برانياس، وهي امرأة من كاليفورنيا ذات أصل كتالوني. كانت تاتسومي وماريا آخر شخصين تم التحقق من ولادتهما في عام 1907. توفيت تاتسومي بسبب فشل تنفسي في 12 ديسمبر 2023 عن عمر يناهز 116 عامًا و231 يومًا.

### توميكو إيتوكا
توميكو إيتوكا (باليابانية: 糸岡富子، إيتوكا توميكو؛ 23 مايو 1908 – 29 ديسمبر 2024) كانت إيتوكا معمرة يابانية، وأصبحت أكبر شخص حي في اليابان بعد وفاة فوسا تاتسومي في 12 ديسمبر 2023. وُلدت توميكو إيتوكا في مدينة أوساكا في إمبراطورية اليابان في 23 مايو 1908. انتقلت إلى دار رعاية في آشييا في محافظة هيوغو في عام 2019. في تلك الفترة، كانت لا تزال قادرة على التحرك بشكل مستقل، لكنها بدأت تستخدم الكرسي المتحرك لاحقًا. في 19 أغسطس 2024، بعد وفاة ماريا برانياس، أصبحت أكبر شخص حي في العالم. توفيت إيتوكا بسبب أسباب طبيعية في 29 ديسمبر 2024 عن عمر يناهز 116 عامًا و220 يومًا.

### أوكاغي هاياشي
أوكاغي هاياشي (باليابانية: 林 おかぎ، هاياشي أوكاغي؛ وُلدت في 2 سبتمبر 1909) هي معمرة يابانية، وهي حاليًا أكبر شخص حي في اليابان وثالث أكبر شخص حي في العالم.
وُلدت أوكاغي هاياشي في قرية تسوماتشي (التي تُسمى الآن تسوماتشي-تشو، توكي)، محافظة جيفو، إمبراطورية اليابان في 2 سبتمبر 1909. كان والدها تاجر حبوب. بعد تخرجها من المدرسة الابتدائية، التحقت بمدرسة نكاتسو الثانوية للبنات. في الوقت نفسه، تركت منزل والديها وعاشت في سكن المدرسة. في أوائل العشرينات من عمرها، تزوجت من مدرس مدرسة ابتدائية. تم تبني زوجها في عائلة هاياشي، لذا لم تغير اسمها بعد الزواج. عاشا في محافظة هوكايدو حتى وُلد ابنهما الأول، ثم عادوا إلى توكي حيث تولت إدارة عمل والدها في تجارة الحبوب. أنجبا تسعة أطفال. كانت حريصة جدًا على صحتها منذ منتصف حياتها، حيث كانت تشرب عصير الخضروات الذي تعده بنفسها كل صباح وتمارس التمارين الرياضية مع زوجها. حتى بلغت الثمانينيات من عمرها، كانت تستمتع بالذهاب في رحلات الينابيع الساخنة والقيام بالحدائق مع أصدقائها من أيام الدراسة. استمرت هاياشي في ممارسة الخط حتى بلغت التسعينيات من عمرها. عاشت مع أسرتها في منزلها حتى بلغت 105 سنوات. عند بلوغها 110 سنوات، كان لديها ثمانية أطفال على قيد الحياة، و22 حفيدًا، و39 من أحفاد الأحفاد، وخمسة من أبناء أحفاد الأحفاد. وعند بلوغها 112 عامًا، كانت لا تزال قادرة على قراءة الصحف واستمتعت بحل الألغاز. حاليًا، تعيش هاياشي في تسوماتشي-تشو، مدينة توكي في محافظة غيفو اليابانية.